# Jobware
Jobware ist eine deutsche Jobbörse. Unternehmen veröffentlichen auf dem Portal gegen Entgelt Stellenangebote, Bewerber können kostenfrei Stellenangebote finden.

## Funktion
Neben der Direkteingabe von Stellentiteln bietet die Jobbörse eine Suche nach Branche, eine Umkreissuche und einen E-Mail-Service für die Jobsuche an. Zusätzlich werden Karriere- und Bewerbungstipps, wie auch eine mobile Internetseite für die Erstellung von Bewerbungen mittels Smartphone angeboten.
Bei Jobware geschaltete Stellenanzeigen erscheinen zusätzlich zur eigenen Internetseite auf von Tageszeitungen und Fachzeitschriften betriebenen Online-Stellenmärkten. Arbeitgeber können sich überdies gegen Aufpreis mit einer virtuellen Panorama-Galerie in ihrer Stellenanzeige präsentieren. Regelmäßige Studien, zum Beispiel zur Gewinnung von Hochschulabsolventen, werden gewerblichen Kunden kostenfrei zur Verfügung gestellt.

## Geschichte
Die Internetseite jobware.de ging am 1. Mai 1996 online. Die Jobware GmbH ist seit 1998 ein Tochterunternehmen der Medien Union. 
2009 gewann das Portal den Innovationspreis Tiger Owl, 2013 den eco Internet Award in der Kategorie Online-/E-Mail-Marketing für „optimierte Stellenanzeigen auf Eyetracking-Basis“, 2018 den Preis Top Service Deutschland (B2B). 2019 wurde die Recruiting Excellence GmbH als Jobware-Tochtergesellschaft gegründet, die als Vertriebsgesellschaft für Jobware und UniNow fungiert. 2022 wurde die UniNow GmbH von Jobware erworben.